# Turnišće Klanječko
Turnišće Klanječko – wieś w Chorwacji, w żupanii krapińsko-zagorskiej, w gminie Veliko Trgovišće. W 2011 roku liczyła 50 mieszkańców.